# Еверт Горн
Еверт Карлссон Горн (швед. Evert Karlsson Horn af Kanckas; 11 червня 1585, замок Хапсал, нині Естонія — 30 липня 1615, Псков, Московське царство) — шведський полководець, штатгальтер Нарви, Яма, Копор'я і Івангорода (з 1613), фельдмаршал. Представник молодшої гілки шляхетського роду Горнів, брат Густава Горна.

## Біографія
Брав участь у поході шведського експедиційного корпусу до Московського царства під час Смутного часу в 1609–1610 роках, і в Шведсько-московській війні 1610–1617 років.
Разом з військом воєводи Федора Чулкова в складі авангарду союзних шведсько-московських військ розбив загін польського ротмістра Яна Керножицького, звільнивши від прихильників Лжедмитрія II Стару Руссу, Порхов, Орешек і Торопець. Здобув перемогу над під Торжком.
Брав участь у Клушинській битві.
В 1612 році отримав чин полковника, в 1614 — фельдмаршала. Під час відсутності Якоба Делаґарди взимку 1614 — 1615 років очолював шведську військову адміністрацію в Новгороді.
30 липня 1615 року, під час облоги Пскова був смертельно поранений. Похований у кафедральному соборі Турку.